# VEB Elfe Schokoladenfabrik

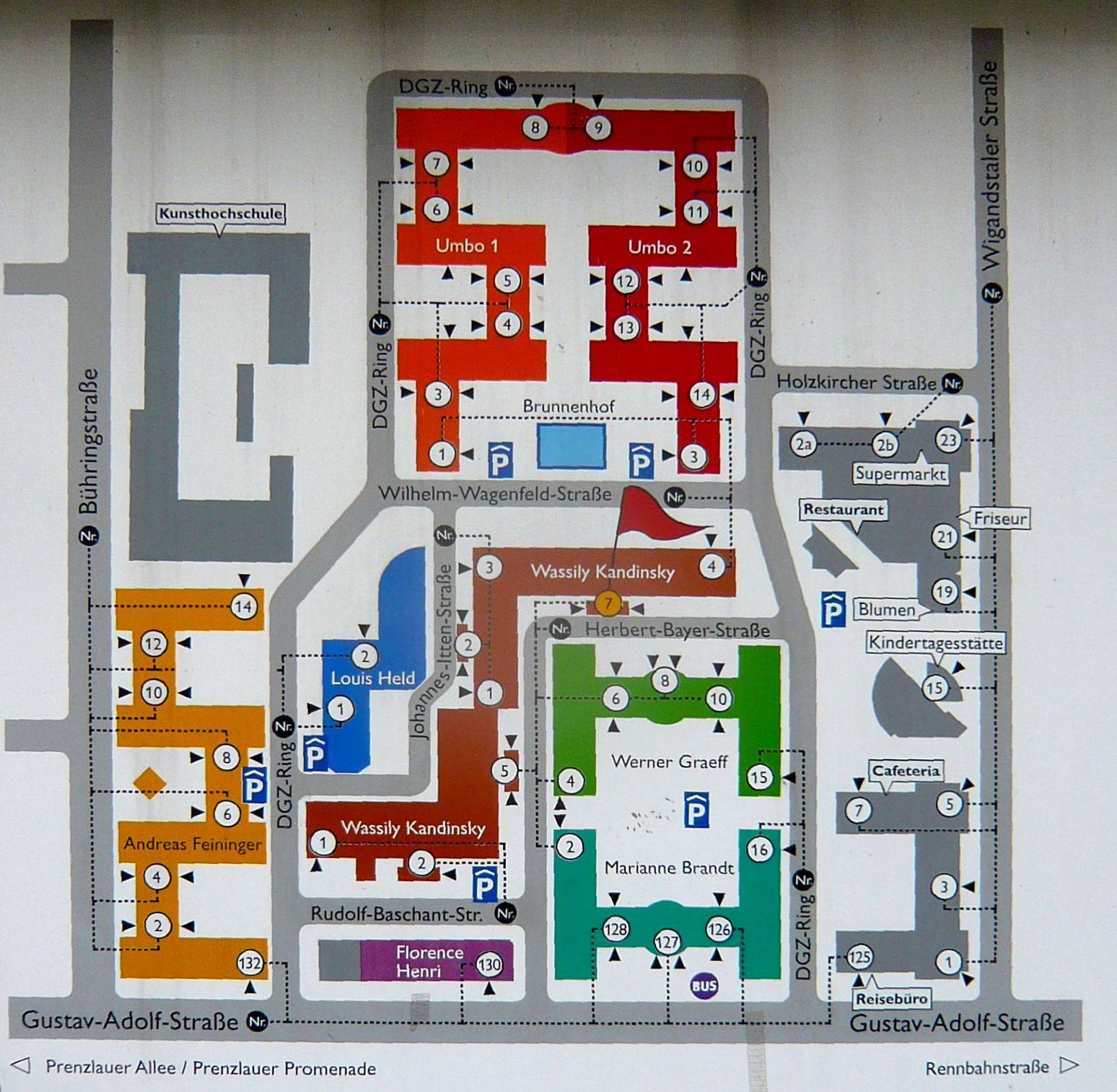
Übersicht der ehemaligen Fabrikfläche von „Elfe“ in Weißensee, nach der Umgestaltung in ein Gewerbezentrum, Stand 2011

Die Elfe Schokoladenfabrik war ein Süßwarenhersteller, der im Jahr 1921 im damaligen Berliner Bezirk Weißensee als Trumpf Schokoladenfabrik gegründet worden war. Nach dem Zweiten Weltkrieg und der Entstehung der DDR wurde die Produktion von Schokoladenerzeugnissen als Volkseigener Betrieb (VEB) unter dem gleichen Namen bis 1954 weiter geführt. Danach erhielt die Fabrik den neuen Namen Elfe (Elfen, aus der Märchenwelt entlehnt), damit es nicht erst zum Namensstreit mit dem Stammhaus von Trumpf kommt.
Kurz nach der deutschen Wiedervereinigung kam das „Aus“ für Elfe. Die früheren Hallen wurden umgebaut und saniert oder abgerissen. Das einzige noch im Original erhaltene Gebäude ist das Wassili-Kandinsky-Haus und wird anderweitig genutzt.

## Geschichte des Betriebes
Der Schokoladenfabrikant Hermann Joseph Monheim – Sohn des Firmengründers Leonard Monheim – beauftragte im Jahr 1921 seine drei Kinder Leonhard, Hans und Richard Monheim, im damaligen Verwaltungsbezirk Berlin-Weißensee auf einem 1918 von einem Oberschlesischen Gruben- und Kohlenbesitzer erworbenen Gelände in der Gustav-Adolf-Straße, ein neues Werk zur industriellen Großproduktion von Schokoladenerzeugnissen zu errichten.
Das Hauptwerk in Aachen, seit 1857 dort ansässig, hatte nach dem Ersten Weltkrieg im Bereich der französischen Besatzungsmacht gelegen. Um seine Kunden weiter zuverlässig beliefern zu können, wanderten große Teile der Produktion in das Berliner Zweigwerk, das zunächst in der Rubrik „Gewerbetreibende“ als L. Monheim, Schokoladenfabrik, erwähnt wurde.
Erst in der Folgezeit kam die Bezeichnung Trumpf Leonard Monheim Schokoladenfabrik auf.
Die im Berliner Werk meist weiblichen Beschäftigten verrichteten ziemlich monotone Arbeiten an den Maschinen oder am Fließband, weshalb die Unternehmerfamilie 1928 einen Sportplatz und ein Schwimmbecken für die Familien ihrer Mitarbeiter bauen ließen, auch ein Sportverein wurde gegründet, dem bald bis zu 330 Personen angehörten.

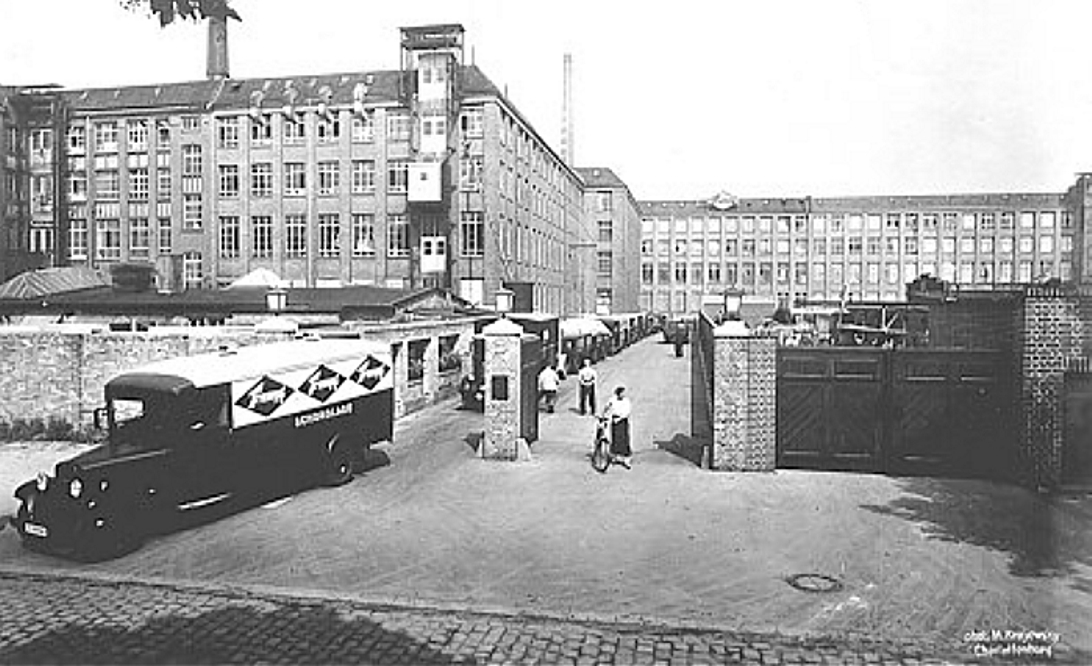
Blick auf das Werktor mit einem bereitstehenden Lieferauto der Trumpf-Schokoladenfabrik in Weißensee; um 1932

In der Zeit des Nationalsozialismus, ab 1939 gab es mehrfache Betriebserweiterungen, um neben den bisherigen Produkten Teile von Zündvorrichtungen für die Kriegsproduktion liefern zu können.
Der Haupteigentümer, Leonhard Monheim, hatte sich auf dem Betriebsgelände ein Wohnhaus errichten lassen.
Als die sowjetische Armee im April 1945 nach Berlin einmarschiert war, besetzte sie unter anderem auch die Schokoladenfabrik. Die Tiefbrunnen der Fabrik dienten ab sofort zur Trinkwasserversorgung ihrer Angehörigen und der Weißenseer Einwohner. In den Kakaomühlen wurde Mehl, teilweise auch Zucker, gemahlen. Noch im Sommer 1945 erfolgte nach dem SMAD-Befehl Nr. 124 die Beschlagnahme des Betriebes mit folgender Begründung: Von den Besitzern der Leonard Monheim Trumpf-Schokoladenfabrik sind „Hans und Richard Monheim als Mitglieder der NSDAP seit 1933 bekannt; die Vermögensanteile von beiden betrugen 34,6 %. H. und R. Monheim flüchteten beim Eintreffen der Roten Armee nach Aachen. Die beiden Benannten erteilten vor Beginn der Kampfhandlungen den Auftrag zu Sabotagemaßnahmen im Betrieb, hierüber liegen die schriftlichen Erklärungen vor.“ Die Fabrik wurde unter Zwangsverwaltung gestellt. Die Maschinen wurden in der Folge jedoch als Reparationsleistung größtenteils demontiert.
Im Jahr 1947 zog die gerade gegründete Kunsthochschule Weißensee in das 1934 hinzugebaute Verwaltungsgebäude in der Bühringstraße.
Der Berliner Besitz der Fabrikantenfamilie Monheim wurde 1949 enteignet, die verbliebenen Immobilien und Anlagen gelangten in das Eigentum der 1949 neugegründeten DDR. Obwohl wichtige Produktionsanlagen abgebaut waren, ließ die unter sowjetischer Aufsicht stehende Betriebsleitung die Herstellung von Schokolade, schokoladenähnlichen Süßwaren und Bonbons wieder anlaufen. Anfangs waren vor allem die Vitalade-Tafeln begehrt, waren sie doch billig und gegen Abgabe weniger Zucker-Abschnitte der Lebensmittelkarten erhältlich.
1954 erfolgte der Namenswechsel zu VEB ELFE Schokoladenfabrik.
Die Beschäftigtenzahl betrug im Jahr 1965 bereits 600 Personen, was aber auch auf Zusammenlegung mit anderen Süßwarenbetrieben wie die frühere Schokoladenfabrik Gustav Cyliax aus der Kastanienallee in Berlin-Prenzlauer Berg zurückzuführen war.
Der VEB Elfe Berliner Schokoladenwerk war ab 1980 Teil des VEB Kombinat Süßwaren Delitzsch und entwickelte sich im Laufe der Jahrzehnte zu einem der größten Süßwarenhersteller der DDR. Als Jahreshöchstproduktion von Elfe sind 28 Millionen Tafeln überliefert, allerdings gingen große Teile in den Export, davon rund 25 Prozent in das kapitalistische Ausland. Im Jahr 1988 wurden 28 Millionen Schokoladentafeln hergestellt.
Die für die Schokoladenproduktion erforderlichen Kakaobohnen mussten für Valuta auf dem Weltmarkt eingekauft werden, weswegen es frühzeitig Bestrebungen gab, kakaoähnliche Produkte aus einheimischen Lebensmitteln zu entwickeln. Im Sommer 1984 hatten DDR-Chemiker einen solchen Stoff aus zerstoßenen roten Rüben (Patentschrift DD 226 763 A1) gefunden. Auch aus erhitzten Getreidekeimen und Zucker gab es bald einen anderen Ersatzstoff (Patentschrift DD 245 355 A1). Anfangs wurde noch mit Kakaoschalen experimentiert, das Ergebnis hatte jedoch den Geschmackstest nicht bestanden. Zumindest fiel den ostdeutschen Käufern auf, dass die Schokoladenmasse der Tafeln selten glatt gerührt war, sondern eher die Konsistenz von feinem Sand aufwies. Genauere Inhaltsangaben wurden nie veröffentlicht.
Nach dem Mauerfall kamen bereits viele Anbieter aus dem Westen Deutschlands auf den DDR-Markt; ihre Erzeugnisse waren gerade im Schokoladenbereich billiger, schmackhafter und vielfältiger, obwohl die DM noch gar nicht eingeführt worden war. So fanden die 1990 hergestellten Elfe-Süßwaren keine Käufer mehr, die leicht verderblichen Pralinen und Schokotafeln wurden in den Versandkartons eingelagert. Die Produktionsanlagen wurden Anfang April 1991 stillgelegt, teilweise verschrottet oder in das Ausland verkauft (Türkei, Skandinavien). Die Arbeiter und Angestellten verloren ihre Arbeitsplätze. In einem Interview für das Magazin Der Spiegel äußerte eine der letzten Arbeiterinnen: „Am 30. Juni ist hier Schluss für mich, nach 30 Jahren“. Die Betriebsleitung versuchte in den Jahren 1990 und 1991, Partner im Westen zu finden. Alle Gespräche scheiterten jedoch, weil die großen Hersteller wie Nestlé, Trumpf Schokolade oder Hachez die in der DDR vorhandenen Schokohersteller als Konkurrenz ansahen. Das Interesse richtete sich auf den vorhandenen Kundenstamm und die neuen Märkte.
Einige Verpackungen von Elfe-Erzeugnissen aus dem Stadtgeschichtlichen Museum Leipzig können inzwischen im Internet erworben werden.
Ein Käufer aus Oschersleben/ Groß Germersleben, Bundesland Sachsen-Anhalt, hatte sich 1991 etliche der letzten Elfe-Schokoladenerzeugnisse per Nachnahme zuschicken lassen.

## Produkte (Auswahl)
| - Block-Schokolade (Bitter~ und Vollmilch~) - Schokolade mit feinen Waffelsplittern (Bitter~ und Vollmilch~) - Vollmilchschokolade mit Liebesperlen - Vollmilchschokolade mit Sultaninen, Haselnüssen oder Orangen - Creck Süßtafel - Fondantnester und Osterfiguren | - Weihnachtsmänner und Osterhasen - Marzipan-Sahne-Trüffel-Pralinen - Dominosteine - Schokoladenherzen mit Kremfüllung - Weihnachtsbaum-Behang - Bonbons, mehr als 12 Sorten. |

## Gebäudekomplex

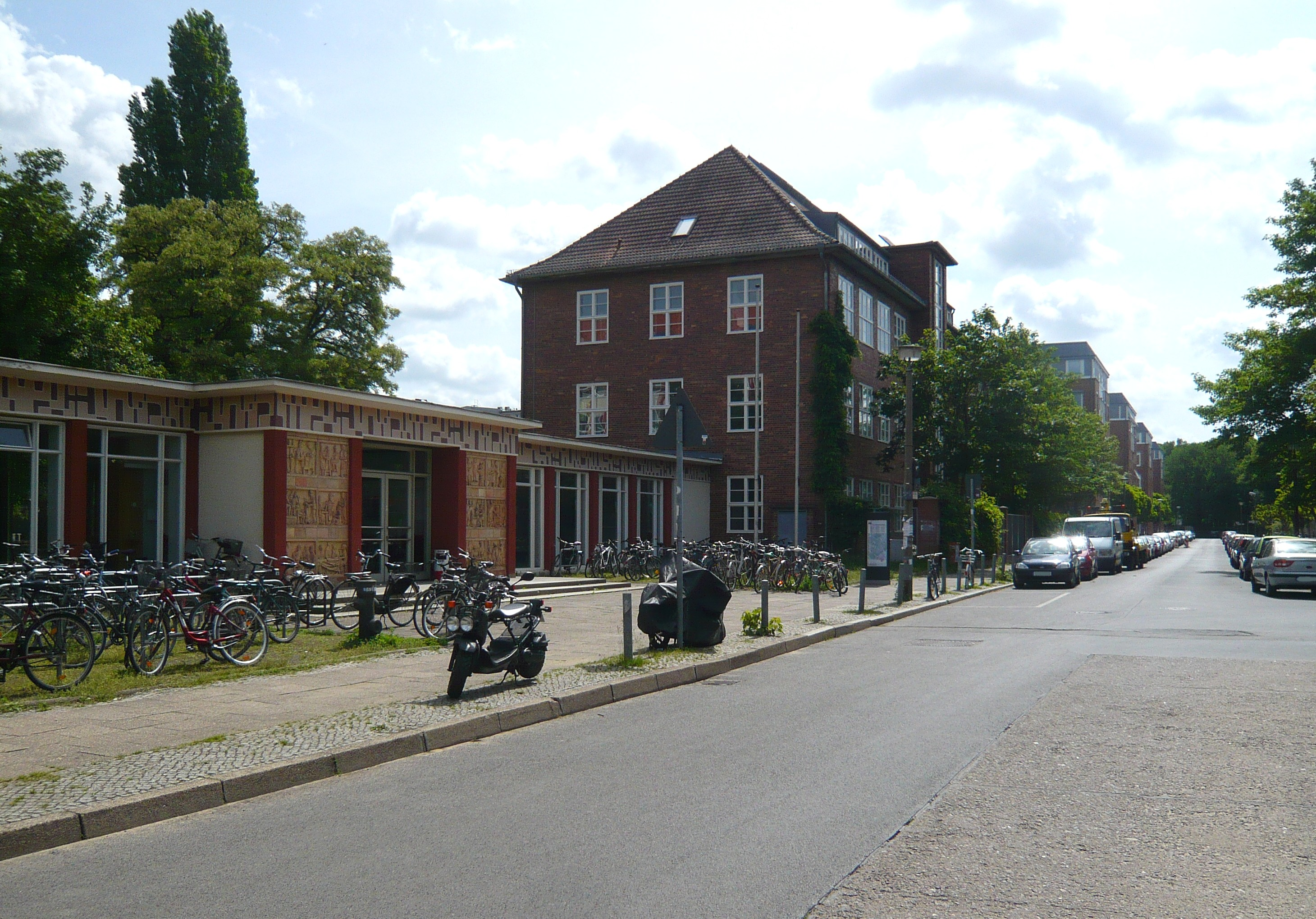
Ehemaliges Verwaltungsgebäude (Bildmitte) in der Bühringstraße als Teil der Kunsthochschule, 2011

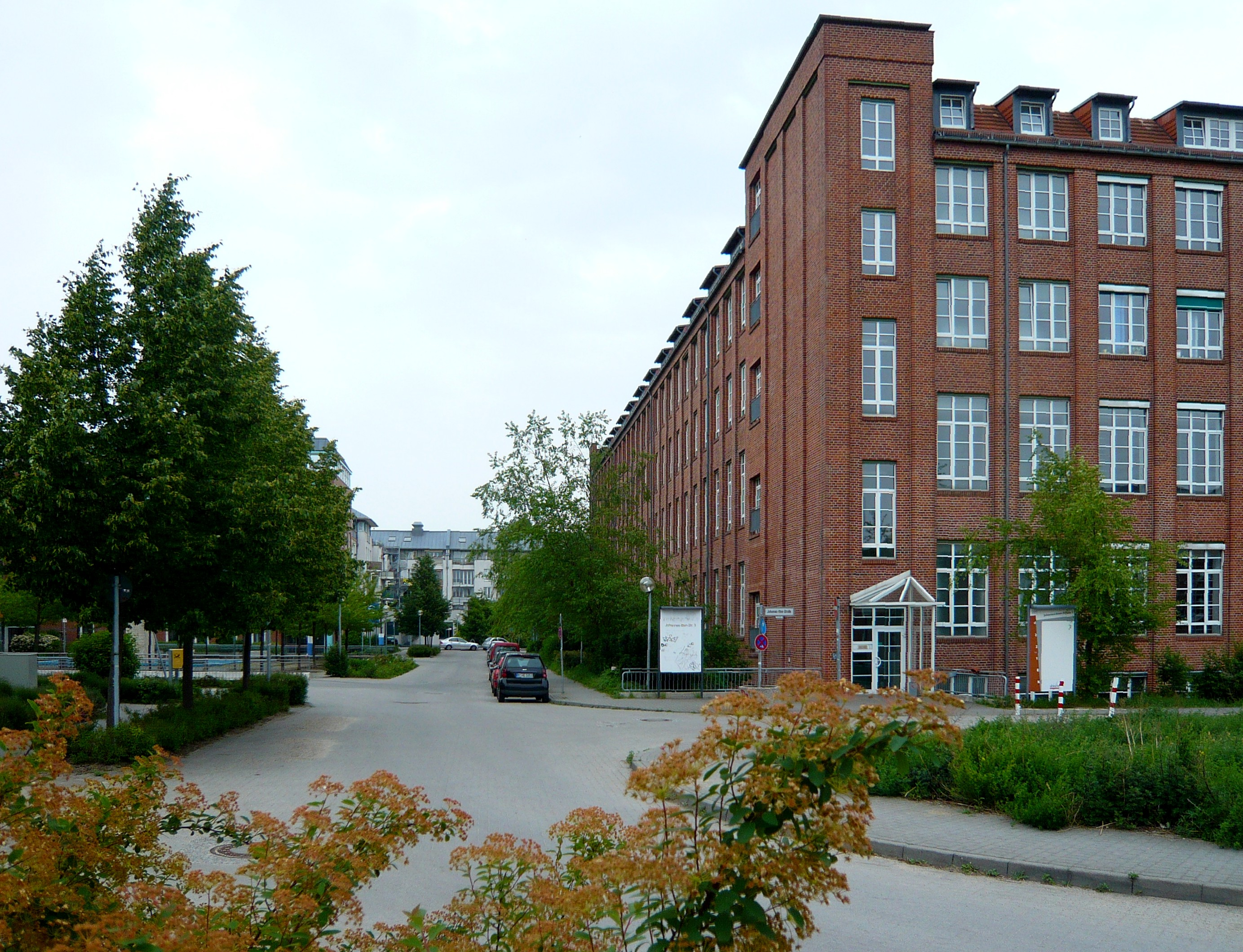
Teilansicht des Wassili-Kandinsky-Hauses, 2011

Auf der vorherigen landwirtschaftlichen Nutzfläche in der Gustav-Adolf-Straße entstanden nach den Vorstellungen und Erfahrungen der Familie Monheim einige mehrstöckige Backstein-Gebäude, die für die Verwaltung, die Produktion und den Versand der Schokoladenerzeugnisse geeignet waren.
Auch eine Wohnmöglichkeit für die Familie von Leonhard Monheim wurde hier gebaut.
Im Jahr 1934 kam ein weiteres Bürohaus hinzu und ab Sommer 1935 lieferte ein eigenes Kraftwerk Strom und Wärme für die Fabrik. Eines der Bürohäuser wurde im Jahr 1947 Sitz der Kunsthochschule Berlin-Weißensee.
Nach der Produktionseinstellung 1991 fiel das gesamte Areal in das Eigentum der Treuhandgesellschaft. Die Concordia Bau und Boden AG, ein Immobilienunternehmen aus dem Rheinland, erwarb die rund 60.000 Quadratmeter, um an dieser Stelle eine neue Bürostadt entstehen zu lassen. Die Umgestaltungs- und Baupläne lieferten die Münchner Storr-Consulting zusammen mit dem Berliner Architekten Günter Stahn.
Im April 1992 wurde der markante Schornstein gesprengt. Die vorhandenen Gebäude wurden – falls sie nicht abrissreif waren – vollständig saniert, sechs Geschäftshäuser in Blockstruktur mit Klinkerverkleidung wurden hinzugebaut. Investiert hat die Concordia etwa 600 Millionen DM. Jedes einzelne Gebäude erhielt – wie es heißt in „guter Bauhaus-Tradition“ – einen eigenen Namen, der jeweils einen bedeutenden Künstler ehrt:
- Wassili-Kandinsky-Haus, nach dem russischen Maler Wassili Kandinsky,
 das einzige original erhaltene Elfe-Haus,
- Marianne-Brandt-Haus nach der deutschen Bildende Künstlerin Marianne Brandt,
- Andreas-Feininger-Haus nach dem US-amerikanischen Fotografen Andreas Feininger,
- Louis-Held-Bau nach dem französischen Fotografen Louis Held und
- Umbo-Haus, zwei Gebäudeteile nach dem deutschen Fotografen Otto Umbehr.[15]

Bis zum Jahr 2015 waren noch weitere zwei Neubauten hinzugekommen:
- Florence-Henri-Haus nach der französischen Fotografin und Malerin Florence Henri und
- Werner-Graeff-Haus nach dem deutschen Bildenden Künstler („Künstleringenieur“) Werner Graeff.

Der gesamte Komplex wurde zum Dienstleistungs- und Gewerbezentrum (DGZ), die neue Zufahrts- und Erschließungsstraße nahm diesen Namen auf: DGZ-Ring und weitere auf dem Gelände angelegte Verkehrswege erhielten neue Namen, ebenfalls nach bekannten Künstlern. – Im historischen Fabrikgebäude von Elfe fand die Physiotherapie-Akademie ein Zuhause. Diese gab 2016 den Standort auf und im Spätsommer des gleichen Jahres zog die Berlin Bilingual School dort ein.